# Сукова къща
Суковата къща (на гръцки: Οικία Σούκα) е къща, архитектурна забележителност в град Костур, Гърция.

## Местоположение
Къщата е разположена на улица „Агии Теологи“ в югоизточната махала Носокомио (Болница).

## История
Сградата е построена в XIX век. В 1965 година сградата е обявена за паметник на културата.